# Anastasia Dualla
 (mars 2022).
Si vous disposez d'ouvrages ou d'articles de référence ou si vous connaissez des sites web de qualité traitant du thème abordé ici, merci de compléter l'article en donnant les références utiles à sa vérifiabilité et en les liant à la section « Notes et références ».
Anastasia « Dee » Dualla est un personnage de la série télévisée Battlestar Galactica, interprétée par Kandyse McClure.

## Biographie
Originaire de la planète Sagittaron, Dualla opère à bord du Battlestar Galactica en tant qu'officier des communications jusqu'à la fin de la saison 2, où elle devient le commandant en second du Battlestar Pegasus.
Son rôle en tant qu'officier des communications consiste en :
- la gestion des communications longue-distance, ce qui inclut toutes les communications entrantes et sortantes du Galactica ;
- l'enregistrement de toutes les communications du bord ;
- le relai des communications à tous les vipers et rapaces du Galactica durant les missions ;
- la gestion du travail au centre d'information et de combat.

Elle commence une relation amoureuse avec le conseiller de la présidente Laura Roslin, Billy Keikeya, mais refuse sa proposition en mariage, car elle entretient aussi une relation complexe avec Lee Adama.
Dans la troisième saison, en plus de devenir le commandant en second du Battlestar Pegasus, elle est mariée au major Lee Adama mais finit par divorcer.
Elle se suicide au milieu de la saison 4 après l'arrivée sur Terre, sans que Lee Adama et tous ceux qui la connaissent sachent pourquoi.